# Fontänbron
Fontänbron är en bro i centrala Göteborg, som går över Hamnkanalen väster om Brunnsparken. Bron förbinder den norra delen av Östra Hamngatan med den södra. Den har sitt namn efter konstnären Per Hasselbergs fontän Såningskvinnan, i folkmun kallad "Johanna i Brunnsparken", som invigdes 21 juli 1883 (Johannadagen).
Trots att vanlig biltrafik inte är tillåten är trafiken på bron mycket livlig, med spårvagnar, bussar, taxi, cyklar och fotgängare.

## Historia
Pålningsarbeten för "stadsbron" omnämns i början av 1622 samt även arbeten på "stora bron", vilket ska uppfattas som en bro över stora hamnen (Stora hamnkanalen), från torget ungefär vid den senare Lejonbrons plats. I räkenskaperna samma år beskrivs den som "bron över stora hamnen vid torget". Från 1624 finns utförliga uppgifter om fortsatta arbeten på "den stora bron över stora hamnen." Den första bron i trä uppfördes under våren och sommaren 1624 av stadsbyggmästare Jan Jakobssen med hjälp av de två timmermännen Adrian Jakobsson och Jan Mårtenssen och trettio stadssoldater. Bron kallades både Stora Bron och Torgbron och var stadens första bro.
År 1638 fick bron ny pålning samt blev rödmålad, varför den även kallades Röda bron. Samtidigt sattes fyra krönta lejonfigurer upp vid brofästena. De fem alnar höga lejonen, gjorda av bildhuggaren Hans Swant och målade av den nederländska målaren Jacob de Bois, skulle påminna om lejonet i Göteborgs stadsvapen. Dessa skulpturer var Göteborgs första offentliga konstverk och på grund av dem kom bron att få namnet Lejonbryggan eller Lejonbron. Lejonfigurerna blev så slitna att de togs ner 1673. I början av 1700-talet ersattes hela bron med en ny träbro och bildhuggare Nils Läsberg fick då i uppdrag att skapa fyra nya lejon som stod färdiga 1713.

Hamnkanalen 1863, där man ser bron i bakgrunden, när den fortfarande gick under namnet Lejonbron, var byggd i sten och sträckte sig över hela kanalen.

Brunnsparken cirka 1890, där man ser bron som sträcker sig över den del av stora hamnkanalen som inte var överbyggd.

Träbron revs 1733 och ersattes av en stenbro med tre brovalv som stod klar 1735. Ritningarna gjordes av stadsingenjör Bengt Wilhelm Carlberg. Bron försågs med nya lejon, utförda i gotlandssten. Åren 1785-1788 sattes dessa upp på piedestaler. Denna bro kom också att kallas Hästbryggan i folkmun, på grund av försäljningen av hästar och kreatur som förekom på platsen.
Östra Hamngatans sträckning gick 1861 ut över Brunnsparken, då kanaldelen lades igen, och år 1864 revs Lejonbron och en ny bro i järn byggdes. Den öppnade för trafik den 20 december 1913. Bron breddades 1914 och året därpå byggdes en toalettinrättning nere i bron, kallad "Kabinettet" (cabinet d'aisance), vilken betjänade allmänheten fram till slutet av 1980-talet då den revs (se Offentliga toaletter i Göteborg). Lejontrappan, flankerad av två liggande lejon i brons, uppfördes då mot Hamnkanalen i väster. De båda lejonen är gjorda av skulptören Camilla Bergman och invigdes 6 november 1991. Det södra lejonet hade skänkts av Fastighets AB Regnbågen väster, Försäkringsbolaget SPP, Göteborgs och Bohus läns Stadshypoteksförening, Handelsbanken, NCC väst och Wasa försäkring. Det norra av Östra Nordstadens samfällighetsförening och Sveriges riksbank.
Arbetet med att lägga igen Östra Hamnkanalens norra del — räknad från Göta älv vid Lilla Bommen till Stora Hamnkanalen — påbörjades i maj 1936 och avslutades den 18 augusti samma år. Samtidigt hade man då även raserat de sammanlagt sex broar som spände över den norra delen, vid; Norra Hamngatan (Gustaf Adolfsbron), Köpmansgatan, Postgatan, Kronhusgatan, Spannmålsgatan och Kanaltorget (vid Lilla Bommens Hamn). Totalt fanns det tio broar över Östra Hamnkanalen. Fontänbrons motsvarighet över Östra Hamnkanalen - som förband Södra Hamngatan - hette Brunnsparksbron. Numera är Brunnsparksbron namnet på en liten bro placerad mellan Fontänbron och Fredsbron.

## Galleri

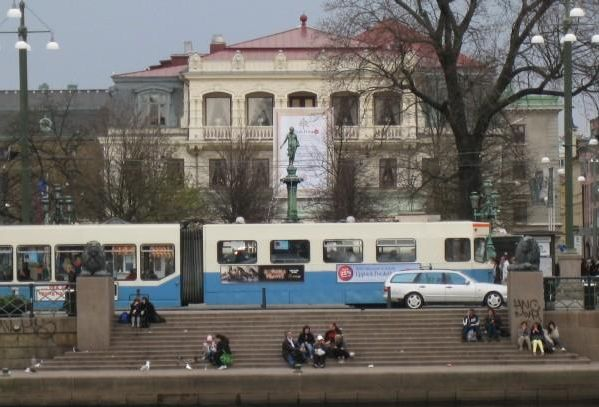
Lejontrappan sedd från Tyska bron.
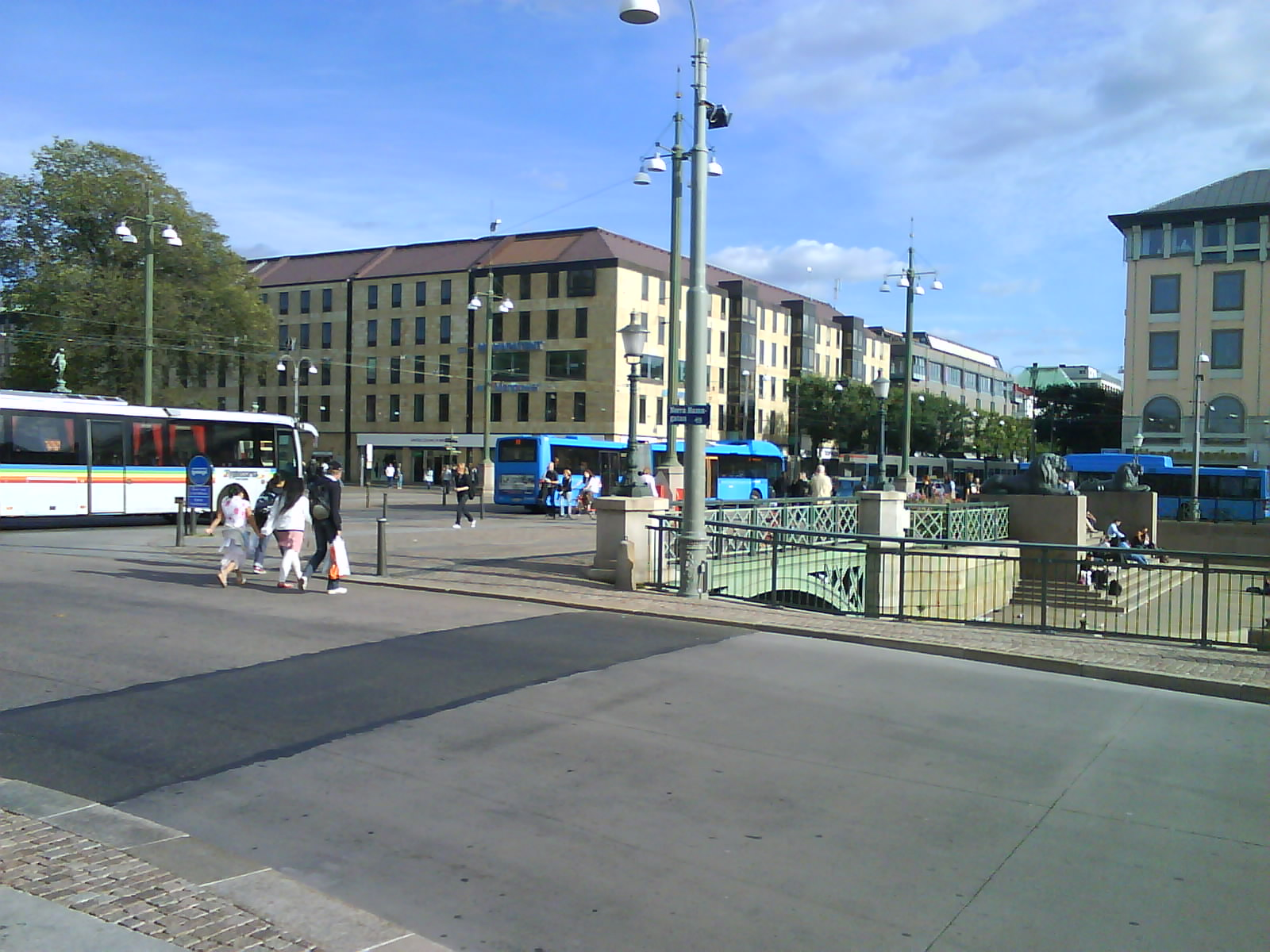
Vy mot Brunnsparken.
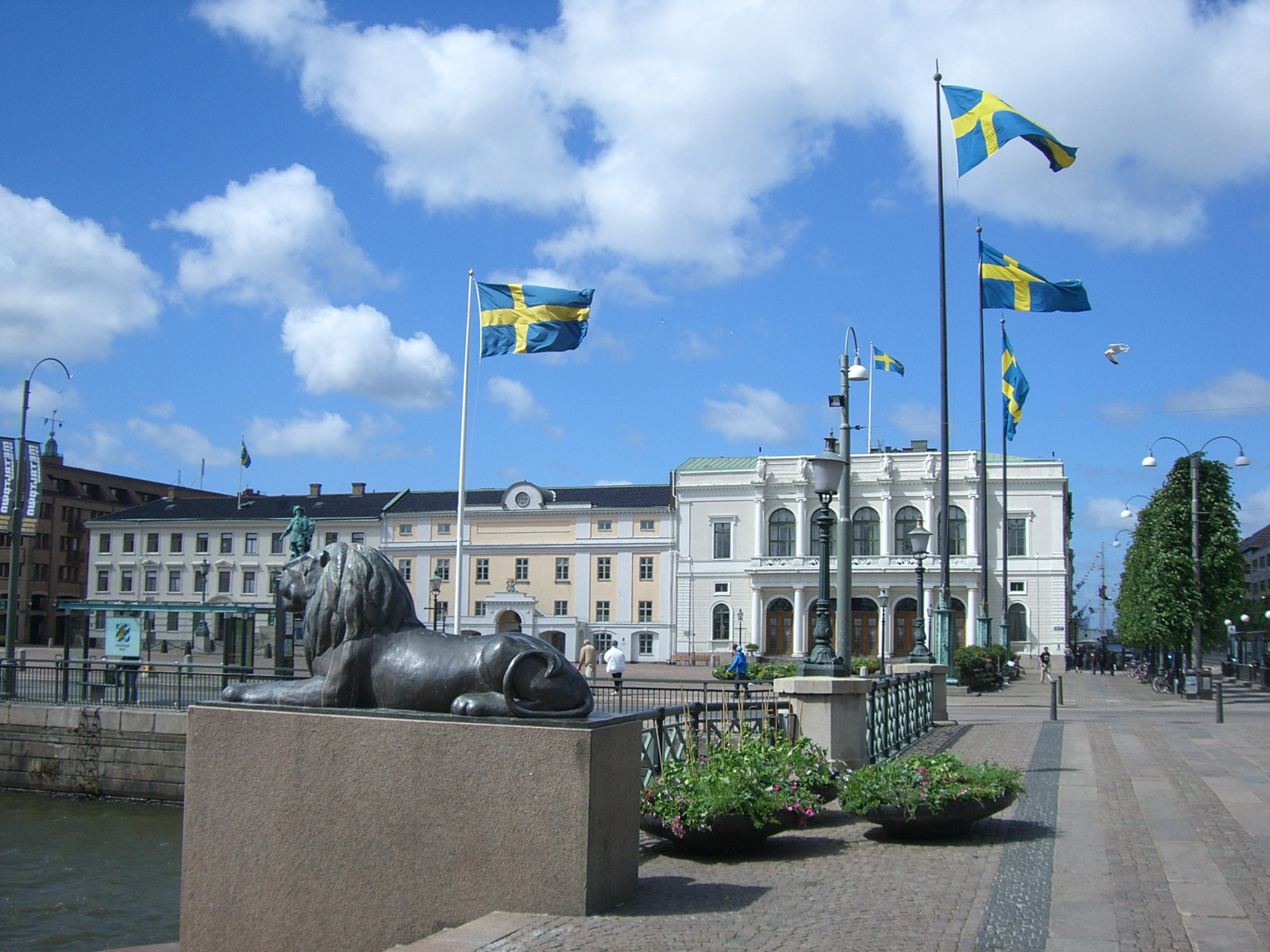
Vy mot Gustaf Adolfs torg.